# Suchá Dora
Suchá Dora je přírodní rezervace poblíž obce Jakubčovice nad Odrou v okrese Nový Jičín. Oblast spravuje Agentura ochrany přírody a krajiny ČR. Důvodem ochrany je zbývající přirozený porost typický pro Oderské vrchy se skalními výchozy a výskytem zvláště chráněných druhů živočichů.

## Mykoflóra
V oblasti byl v letech 2009–2010 proveden mykologický průzkum. Z druhů Červeného seznamu hub (makromycetů) České republiky se v rezervaci vyskytují hlíva hnízdovitá (Phyllotopsis nidulans), korálovec ježatý (Hericium erinaceus), lošákovec ďubkatý (Hydnellum scrobiculatum) a pórnovitka sněhobílá (Trechispora mollusca). Z dalších zajímavých nebo indikačně významných druhů například houžovec kalichovitý (Lentinellus flabelliformis), hřib modračka (Cyanoboletus pulverulentus), choroš smolonohý (Polyporus badius), korálovec bukový (Hericium coralloides), slizečka porcelánová (Oudemansiella mucida), stroček trubkovitý (Craterellus cornucopioides), šiškovec černý (Strobilomyces strobilaceus), šťavnatka rezavožlutá (Hygrophorus melizeus) a vějířovec obrovský (Meripilus giganteus).